# Neil Aspin
Pour les articles homonymes, voir Aspin.
Neil Aspin est un footballeur et un entraîneur anglais né le 12 avril 1965 à Gateshead.

## Carrière

### Joueur
- 1982-1989 : Leeds United  Angleterre
- 1989-1999 : Port Vale FC  Angleterre
- 1999-2001 : Darlington  Angleterre
- 2001 : Hartlepool United  Angleterre
- 2001-2004 : Harrogate Town  Angleterre

### Entraîneur
- 2005-2009 : Harrogate Town  Angleterre
- 2009-???? : Halifax Town  Angleterre